# Adrián Puentes
Adrián Puentes, född 3 juli 1988, är en kubansk bågskytt. Han deltog vid olympiska sommarspelen 2016.